# Conax
Conax – system dostępu warunkowego wykorzystywany w telewizji cyfrowej.
Właścicielem systemu Conax jest firma Conax AS.
Wczesne wersje systemu szyfrowania posiadały błędy, które pozwalały na nieautoryzowany odbiór kodowanych programów.
Obecna wersja jest jedną z lepszych metod szyfrowania sygnału, wykorzystywaną przez operatorów telewizji cyfrowej.

## Sieci używające systemu Conax
| Sieć                                 | Region                                 | Satelita                   | Położenie |
| ------------------------------------ | -------------------------------------- | -------------------------- | --------- |
| UPC Polska                           | Polska                                 | (sieć kablowa)             | –         |
| Multimedia Polska                    | Polska                                 | (sieć kablowa)             | –         |
| TVK TELETRONIK KARTUZY               | Polska                                 | (sieć kablowa)             | –         |
| Inea                                 | Polska                                 | (sieć kablowa)             | –         |
| Sat Film                             | Polska                                 | (sieć kablowa)             | –         |
| nc+                                  | Polska                                 | Hot Bird                   | 13°E      |
| Gawex Bydgoszcz                      | Polska                                 | (sieć kablowa)             | –         |
| TVK Puławy                           | Polska                                 | (sieć kablowa)             | –         |
| Vectra                               | Polska                                 | (sieć kablowa)             | –         |
| nc+ na kartę                         | Polska                                 | Hot Bird                   | 13°E      |
| Toya                                 | Polska                                 | (sieć kablowa)             | Łódź      |
| Supermedia Sp. z o.o.                | Polska                                 | (sieć kablowa)             | Warszawa  |
| Eltronik „Media” Sp. z o.o. – Sp. k. | Polska                                 | (sieć kablowa)             | Brodnica  |
| Digit Alb                            | Albania                                | Eutelsat W2                | 16°E      |
| TVTel                                | Portugalia                             | Eurobird 9                 | 9°E       |
| Hello HD                             | Węgry                                  | Eurobird 9                 | 9°E       |
| KabelKiosk                           | Niemcy                                 | Eurobird 9 Atlantic Bird 2 | 9°E 8°W   |
| Max TV                               | Rumunia                                | Sirius 4                   | 4.8°E     |
| Canal Digital                        | Skandynawia                            | Thor                       | 0.8°W     |
| Focus Sat                            | Rumunia                                | Thor                       | 0.8°W     |
| Telmex TV                            | Chile                                  | Amazonas                   | 61°W      |
| Combos TV                            | Chiny                                  | Telstar 18                 | 138°E     |
| HITS                                 | Azja Południowo-Wschodnia              | AsiaSat 4                  | 122.2°E   |
| Zee Network                          | Indie                                  | Asiasat 3S                 | 105.5°E   |
| Dish TV                              | Indie                                  | NSS 6                      | 95°E      |
| My TV                                | Afryka Subsaharyjska z wyłączeniem RPA | Intelsat 10                | 68.5°E    |
| Rikor                                | Rosja                                  | Intelsat 904               | 60°E      |
| Volia ISP                            | Ukraina                                | (sieć kablowa)             | –         |
| Xtra TV                              | Ukraina                                | Amos 3                     | 4°W       |